# Ніколя Душе
Ніколя Душе (фр. Nicolas Douchez, нар. 22 квітня 1980, Роні-су-Буа) — французький футболіст, воротар.
Насамперед відомий виступами за клуби «Тулуза» та «Ренн».

## Клубна кар'єра

### «Гавр»
Народився 22 квітня 1980 року в місті Роні-су-Буа. Вихованець футбольної школи клубу «Гавр». Дорослу футбольну кар'єру розпочав 1999 року в основній команді того ж клубу, в якій провів чотири сезони. 

### «Шатору»
Протягом 2003—2004 років захищав кольори команди клубу «Шатору».

### «Тулуза»
Своєю грою за останню команду привернув увагу представників тренерського штабу клубу «Тулуза», до складу якого приєднався 2004 року. Відіграв за команду з Тулузи наступні чотири сезони своєї ігрової кар'єри. Більшість часу, проведеного у складі «Тулузи», був основним голкіпером команди.

### «Ренн»
У 2008 році уклав контракт з клубом «Ренн», у складі якого провів наступні три роки своєї кар'єри гравця.  Граючи у складі «Ренна» також здебільшого виходив на поле в основному складі команди.

### «Парі Сен-Жермен»
До складу клубу «Парі Сен-Жермен» приєднався 2011 року.

## Виступи за збірну
У 2009 році викликався до національної збірної Франції, проте в офіційних матчах у її складі не дебютував.

## Досягнення
- Чемпіон Франції (4): 2012-13, 2013-14, 2014-15, 2015-16
- Володар Кубка Франції (2): 2014-15, 2015-16
- Володар Кубка французької ліги (3): 2013-14, 2014-15, 2015-16
- Володар Суперкубка Франції (3): 2013, 2014, 2015